# Paul Hurley
Pour les articles homonymes, voir Hurley.
Paul Michael Hurley (né le 12 juillet 1946 à Melrose (Massachusetts)) est un joueur américain de hockey sur glace.

## Carrière
À Melrose High School, il est trois fois Middlesex all-star, deux fois first-team all-scholastic, deux fois first-team high school all-American et deux fois lauréat d'un prix en tant que défenseur exceptionnel du New England schoolboy tournament. Paul fait partie de l'équipe invaincue de l'école en 1962 qui remporte les championnats scolaires de la ligue du Middlesex, de l'État et de la Nouvelle-Angleterre. Les Bruins de Boston le placent dans une liste protégée après cette saison. En 1963, à Melrose High School, Paul Hurley est à égalité dans le classement des meilleurs buteurs de la ligue alors qu'il joue en défense. Il est first-team Middlesex all-star, all-State et New England tournament all-star (pendant 2 années consécutives), marquant 26 buts. Paul est intronisé au premier Temple de la renommée des sports du Melrose High School.
Paul Hurley va à la Deerfield Academy pour un an de troisième cycle en 1964. Il inscrit 31 buts en tant que défenseur et est reconnu comme membre de la first-team all-prep all-star.
Au cours de sa première année d'apprentissage au Boston College, il mène les Eagles avec 22 buts en 18 matchs en tant que défenseur. Au cours de son année junior, la seule année où il joue comme attaquant, Hurley marque 32 buts en 28 matchs et réalise 6 coups du chapeau. Au cours de sa carrière universitaire, il est récipiendaire des All-New England, All-East, and first-team All-American awards. Au cours de sa dernière année, Paul est reconnu comme MVP de l'équipe du Boston College et est un défenseur de la first-team All-American. Hurley sera intronisé au Temple de la renommée des sports du Boston College en 1993.
Alors qu'il joue au Boston College, Hurley est membre de l'équipe des États-Unis aux Jeux olympiques d'hiver de 1968 à Grenoble, qui termine sixième. Le défenseur dispute les sept matchs, marque trois buts et fait trois assistances.
Après, il rejoint les Oklahoma City Blazers, équipe de la Ligue centrale de hockey, club-école des Bruins de Boston. À la fin de sa dernière année de hockey universitaire, Hurley rejoint les Bruins comme joueur autonome. Il dispute son premier et unique match de hockey professionnel en Ligue nationale de hockey le 30 mars 1969. Au cours de ce match, Hurley et Ron Murphy contribuent au 48e but de la saison de Phil Esposito, faisant des Bruins la première équipe à atteindre 300 buts en une saison ; les Bruins termineront avec 303 buts.
Paul commence sa carrière à l'Association mondiale de hockey avec les Whalers de la Nouvelle-Angleterre lors de la saison 1972-1973 et fait partie de l'équipe championne du Trophée mondial Avco. En 1975, alors qu'il est avec les Whalers, Paul remporte l'Unsung Hero Award de l'équipe. Il joue la saison 1975-1976 avec les Oilers d'Edmonton et la saison 1976-1977 avec les Cowboys de Calgary. En six saisons dans l'Association, Hurley marque 86 points en 311 matchs.
Il subit dix opérations du genou.
Il est le frère cadet de Thomas Hurley, autre joueur de l'équipe américaine aux Jeux Olympiques de 1968.

## Récompenses et distinctions
| Récompense                 | Saison    |
| -------------------------- | --------- |
| All-ECAC Hockey First Team | 1968–1969 |
| AHCA East All-American     | 1968–1969 |